# Смартфон зі складаним дисплеєм
Смартфон зі складаним дисплеєм (також відомий як складаний телефон) — це смартфон складаного форм-фактору. Попередники концепції використовували кілька сенсорних панелей на шарнірі подібним чином, але в сучасних конструкціях використовують гнучкий дисплей. Ідеї таких пристроїв датуються ще концепцією Nokia «Morph» 2008 року та концепцією, представленою Samsung Electronics у 2013 році (як частина більшого набору проєктів, що використовують гнучкі OLED-дисплеї), тоді як перші комерційні смартфони, що використовують технологію OLED-дисплеїв, почали з'являтися в листопаді 2018 року.
Деякі пристрої можуть розкладатися вертикально, на зразок планшетів, але можуть використовуватися і в складеному стані. Дисплей може або переноситися на задню панель складеного пристрою (як у Royole Flexpai та Huawei Mate X), або використовувати дизайн, схожий на буклет, де більший, складений екран міститься на фоні, а дисплей на його «кришці» дозволяє користувачеві взаємодіяти з пристроєм, не відкриваючи його (наприклад, Samsung Galaxy Fold). Смартфони із горизонтально складаним дисплеєм також випускаються, як правило, з використанням форм-фактору розкладки.
Перше покоління складаних смартфонів, що надійшли в продаж, зіткнулося з проблемами довговічності, а також високої ціни.

## Історія

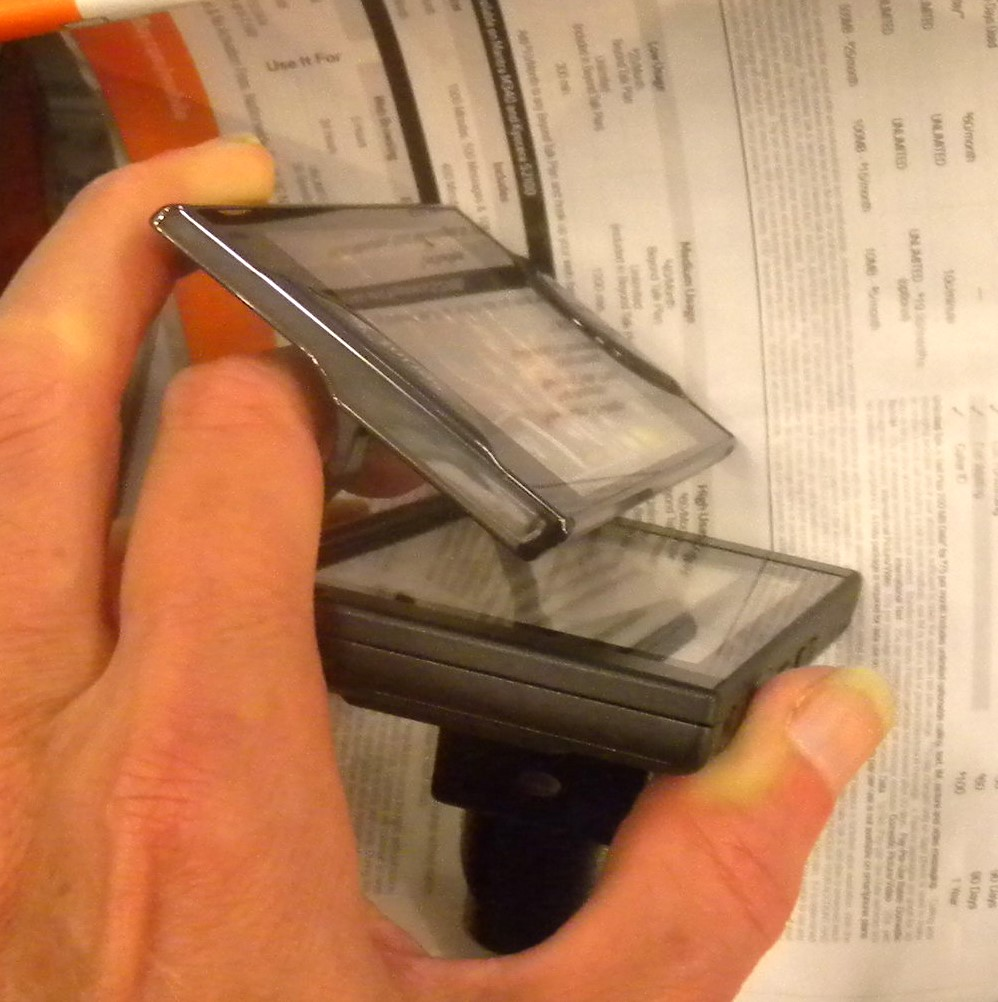
Kyocera Echo був попередником сучасного покоління складаних смартфонів.

У 2006 році Polymer Vision на Світовому конгресі мобільного зв'язку (MWC) показала розгорнуту концепцію та складаний смартфон Readius.
У 2008 році Nokia показала нові концепції гнучкого пристрою, який вони назвали «Morph», він мав брошурний дизайн, і міг згинатися в різні форми, наприклад, великий розкладений пристрій, функціональний телефонний апарат або розумний браслет. У ретроспективі ідеї 2019 року CNET зазначили, що «Morph» можна вважати попередником першої хвилі телефонів зі складаним дисплеєм, які надходять у продаж, а також демонстрацією майбутніх можливостей.
У 2011 році Kyocera випустила смартфон з подвійним сенсорним екраном Android, відомий як Echo, оснащений парою 3,5-дюймових сенсорних екранів. У складеному стані верхній екран підтримує контакт із користувачем, закриваючи додатковий екран. На дисплеях можна було запускати дві окремі програми, одна програма могла охоплювати обидва дисплеї, тоді як конкретні застосунки також мали «оптимізовані» макети з двох панелей. Через два роки в Японії NEC випустила Medias W. На відміну від Echo, вторинний екран можна було складати в обидва боки. Камера оберталася разом з екраном, щоб один і той самий датчик міг дивитись як вперед, так і назад У 2017 році компанія ZTE випустила Axon M з шарніром, подібним до Medias W. ZTE заявили, що потужніше обладнання сучасних смартфонів та вдосконалення багатозадачності й підтримки планшетів на Android допомогли покращити пристрій.
Розробка тонких, гнучких OLED-дисплеїв спричинила появу нових конструкцій та форм-факторів. Під час виступу Consumer Electronics Show у 2013 році Samsung представила кілька концепцій — із кодовою назвою Youm — для смартфонів, що містять гнучкі дисплеї. Однією з таких концепцій був смартфон, який можна було скласти в єдиний, неперервний дисплей розміром з планшет. Першою реалізацією Youm, яка дійшла до серійної моделі, став Galaxy Note Edge — фаблет із частиною екрану, яка нахилялася над правим краєм дисплею.
У 2018 році почастішали повідомлення щодо розробки складаних телефонів з використанням OLED-дисплеїв. У січні повідомлялося, що LG Electronics отримала патент на дизайн «гнучкого» смартфона. Пізніше повідомлялося, що Microsoft розробляла подібний пристрій як частину своєї лінії Surface під кодовою назвою «Андромеда», тоді як Samsung також інформувала, що розробляє подібний пристрій.
У листопаді 2018 року нещодавно створена китайська компанія Royole випустила перший комерційно доступний смартфон з OLED-дисплеєм — Royole Flexpai. Його оснащено єдиним 7,8-дюймовим дисплеєм, який складається назовні, залишаючи основний дисплей відкритим у складеному стані. Пізніше на конференції розробників Samsung офіційно висміювала прототип цього смартфона, який буде випускатися «найближчими місяцями». Прототип використовував дизайн у стилі буклету, з дисплеєм «InfinityFlex», розташованим на внутрішній стороні пристрою, та меншим дисплеєм «кришки» на лицевій панелі пристрою, щоб забезпечити постійний доступ, коли екран закритий. На паралельному саміті розробників віцепрезидент з питань інженерної галузі Дейв Берк заявив, що наступна версія платформи вдосконалить вказівки щодо складаних пристроїв, використовуючи теперішні функції.

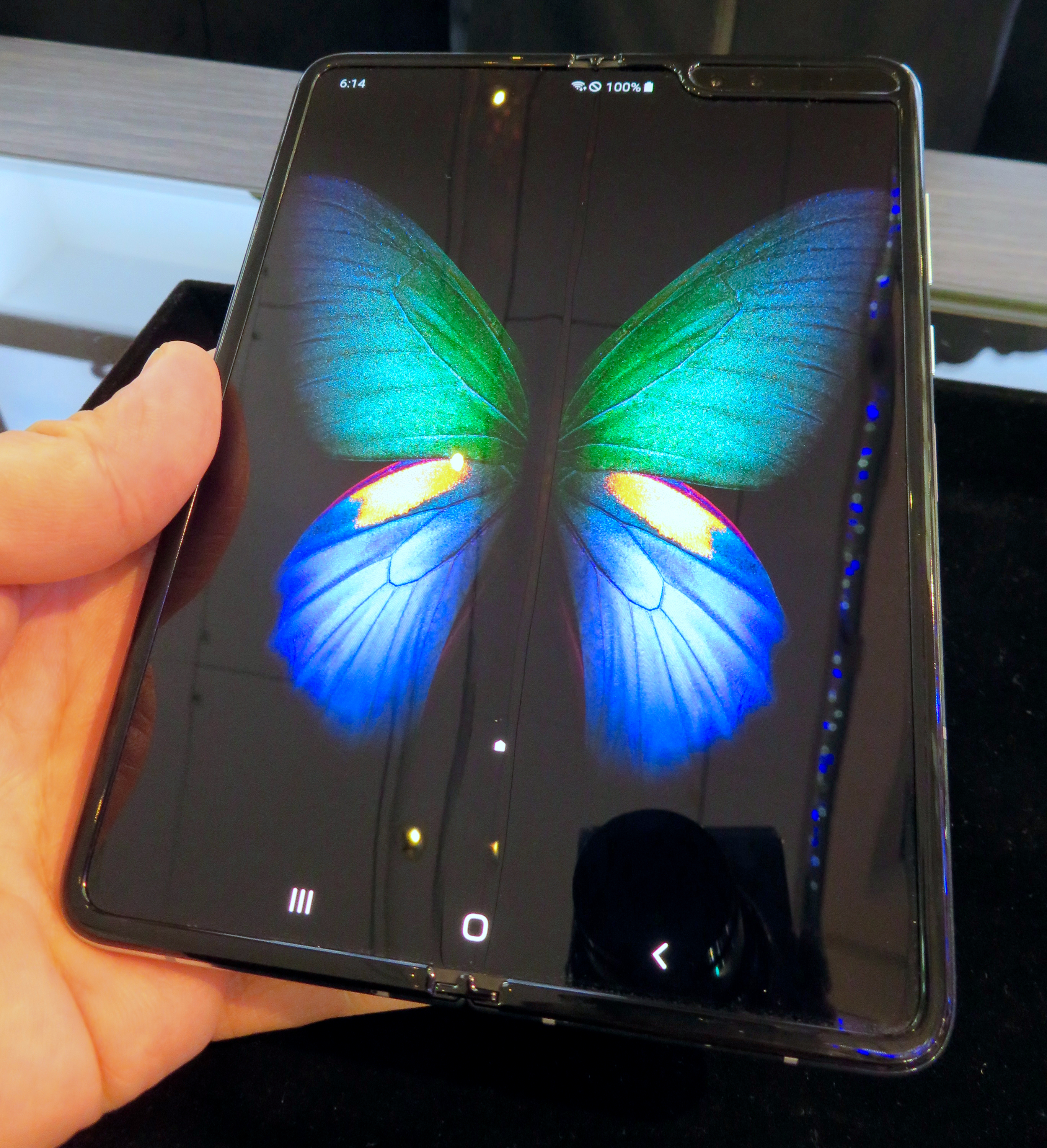
Відкритий Galaxy Fold

У січні 2019 року генеральний директор компанії Xiaomi Лін Бін, опублікував відео про Sina Weibo, на якому він демонструє прототип смартфона з двома екранами, який можна скласти всередину. Samsung офіційно представила Galaxy Fold на своєму заході Mobile World Congress у лютому 2019 року. Поряд із Galaxy Fold, на конференції також представлено інші смартфони зі складаним дисплеєм, такі як Huawei Mate X та TCL, що представляють різні концепції прототипів із технологією «DragonHinge». LG не представила складаного пристрою, посилаючись на бажання більше зосередитись на відновленні частки ринку смартфонів. Однак вони представили аксесуар для чохла «Подвійний екран» для свого смартфона LG V50 — футляр у фоліо, що містить додаткову панель дисплея всередині.
Інші компанії виявили зацікавленість у цій концепції або отримали патенти на конструкції (наприклад, реалізації шарнірів та загальні конструкції), що стосуються складаних телефонів. Компанія Motorola Mobility отримала патенти на горизонтальний «гнучкий» смартфон, що нагадує розкладні телефони.
У квітні 2019 року Galaxy Fold викликав з боку критиків занепокоєння щодо якості, спричинені повідомленнями про відмови роботи дисплея оглядових зразків (у деяких випадках, викликані випадковим видаленням пластикового шару, призначеного для захисту екрана замість скла, поряд з іншими несправностями). Samsung на невизначений термін відклав випуск пристрою, заявивши, що йому потрібен час, щоб розглянути несправності та поліпшити довговічність пристрою. Huawei також затримала свій Mate X, при цьому компанія мотивувала це «обережністю» через Galaxy Fold.
У листопаді 2019 року компанія Motorola представила свій горизонтально складаний Razr — натхненний колишньою лінікою телефонів Razr, випущеною 6 лютого 2020 року. Samsung також анонсувала подібний пристрій, відомий як Galaxy Z Flip.
У січні 2021 року Apple, на заводі Foxconn у Китаї, випробувала два прототипи складаних iPhone. 25 лютого 2021 року Huawei представила Huawei Mate X2. У березні 2021 року Xiaomi Technology анонсували Xiaomi Mi MIX Fold.

## Компоненти

### Матеріали екрану
Смартфони зі складаними екранами, як правило, використовують гнучкі пластикові OLED-дисплеї, а не скло (наприклад, Gorilla Glass виробництва Corning, який використовується в більшості смартфонів середнього та високого класу). Пластикові дисплеї, фізично, здатні підтримувати радіус вигину, необхідний, для «гнучкого» смартфона, але вони більш сприйнятливі до плям і пошкоджень, ніж традиційні скляні дисплеї смартфонів. Хоча Corning і виробляє гнучке скло, відоме як Willow Glass, компанія заявляє, що для його виробництва використовується сольовий розчин — що робить його непридатним для електронних дисплеїв, оскільки сіль може пошкодити транзистори, що використовуються в OLED-панелях (які будуються безпосередньо на панелі). Проте в березні 2019 року компанія заявила, що триває процес розробки гнучкого скла, придатного для смартфонів, яке матиме товщину 1 мм і матиме радіус згину 5 мм.
Samsung продає Galaxy Z Flip із 30-мкм «надтонким склом» з пластиковим шаром, подібним до Galaxy Fold, виготовленим Samsung з матеріалів Schott AG, що «виготовляється з використанням інтенсивного процесу для підвищення гнучкості та довговічності» і зі введенням «спеціального матеріалу до невідомої глибини для досягнення стабільної твердості». Стрес-тест каналу YouTube JerryRigEverything показав, що екран подряпався стрижнем з твердістю 2 за шкалою Мооса (для порівняння, більшість смартфонів, що тестуються каналом, починають дряпатись за твердості від 5-6). Однак The Verge все ж зауважила заяву Samsung про те, що пристрій містив захисний полімерний шар, подібний до Galaxy Fold.